# Przejście graniczne Racławice Śląskie-Osoblaha
Przejście graniczne Racławice Śląskie-Osoblaha – polsko-czechosłowackie przejście graniczne małego ruchu granicznego w województwie opolskim, w powiecie prudnickim, w gminie Głogówek, w rejonie miejscowości Racławice Śląskie, zlikwidowane w 1985.

## Opis
Przejście graniczne małego ruchu granicznego Racławice Śląskie-Osoblaha – III kategorii, zostało utworzone 13 kwietnia 1960. Dopuszczony był ruch osób i środków transportu na podstawie przepustek w związku z przewozem buraków cukrowych w celu ich przerobu, a także w związku z przewozem wytworzonych z nich produktów. Otwierane było po wzajemnym uzgodnieniu umawiających się stron. Osoby przekraczające granicę w tym przejściu mogły przenosić lub przewozić tylko te przedmioty, które zgodnie z Konwencją lub przepisami wydanymi na jej podstawie nie wymagały zezwolenia na wywóz lub przywóz oraz zwolnione były od cła i innych opłat. Odprawę graniczną i celną wykonywały organy Wojsk Ochrony Pogranicza. Kontrolę graniczną i celną osób, towarów oraz środków transportu wykonywała Strażnica WOP Pomorzowice.
Formalnie zlikwidowane 24 maja 1985.